# Urugwaj na zimowych igrzyskach olimpijskich
Urugwaj wystartował po raz pierwszy i jedyny na zimowych IO w 1998 roku na igrzyskach w Nagano. Jedynym reprezentantem był narciarz alpejski Gabriel Hottegindre.

## Klasyfikacja medalowa
| Olimpiada   | Złoto | Srebro | Brąz | Razem |
| ----------- | ----- | ------ | ---- | ----- |
| 1998 Nagano | 0     | 0      | 0    | 0     |
| Razem       | 0     | 0      | 0    | 0     |